# Kris Versteeg
Kristopher Royce "Kris" Versteeg, född 13 maj 1986 i Lethbridge, Alberta, är en kanadensisk professionell ishockeyforward som spelar för Växjö Lakers i SHL.
Han har tidigare spelat på NHL-nivå för Calgary Flames, Los Angeles Kings, Carolina Hurricanes, Chicago Blackhawks, Florida Panthers, Philadelphia Flyers och Toronto Maple Leafs och på lägre nivåer för Avangard Omsk i KHL, Rockford Icehogs, Norfolk Admirals och Providence Bruins i AHL samt Red Deer Rebels, Kamloops Blazers och Lethbridge Hurricanes i WHL.
Versteeg har vunnit två Stanley Cup-titlar med Blackhawks säsongerna 2009-2010 och 2014-2015.

## Spelarkarriär

### NHL
Versteeg draftades i femte rundan i 2004 års draft av Boston Bruins som 134:e spelare totalt.
Han gjorde sin första hela säsong i Blackhawks 2008-2009. 1 januari 2009 gjorde han det inledande målet i det stora arrangemanget 2009 Winter Classic som hölls på Wrigley Field mot Detroit Red Wings.
Totalt svarade han för 22 mål och 53 poäng, tvåa i poängligan för nykomlingar efter Bobby Ryan i Anaheim Ducks, varför Versteeg tillsammans med Ryan och målvakten Steve Mason blev nominerade till Calder Memorial Trophy som årets nykomling i NHL.

### KHL
Han skrev på för spel med Avangard Omsk i KHL inför 2018–2019.

### SHL
Den 7 februari 2019 skrev han på för att spela med Växjö Lakers säsongen ut.

## Statistik
| 2000–2001  | Lethbridge Golden Hawks Bantam AAA | AMBHL      | 3   | 0   | 2   | 2   | 0   | —  | —  | —  | —  | —  |
| 2001–2002  | Lethbridge Golden Hawks Bantam AAA | AMBHL      | 36  | 25  | 37  | 62  | 102 | —  | —  | —  | —  | —  |
| 2002–2003  | Lethbridge Hurricanes              | WHL        | 57  | 8   | 10  | 18  | 32  | —  | —  | —  | —  | —  |
| 2003–2004  | Lethbridge Hurricanes              | WHL        | 68  | 16  | 33  | 49  | 85  | —  | —  | —  | —  | —  |
| 2004–2005  | Lethbridge Hurricanes              | WHL        | 68  | 22  | 30  | 52  | 68  | 5  | 0  | 1  | 1  | 4  |
| 2005–2006  | Kamloops Blazers                   | WHL        | 14  | 6   | 6   | 12  | 24  | —  | —  | —  | —  | —  |
|            | Red Deer Rebels                    | WHL        | 57  | 10  | 26  | 36  | 103 | —  | —  | —  | —  | —  |
|            | Providence Bruins                  | AHL        | 13  | 2   | 4   | 6   | 13  | 3  | 0  | 0  | 0  | 6  |
| 2006–2007  | Providence Bruins                  | AHL        | 49  | 22  | 27  | 49  | 19  | —  | —  | —  | —  | —  |
|            | Norfolk Admirals                   | AHL        | 27  | 4   | 19  | 23  | 20  | 2  | 0  | 0  | 0  | 2  |
| 2007–2008  | Chicago Blackhawks                 | NHL        | 13  | 2   | 2   | 4   | 6   | —  | —  | —  | —  | —  |
|            | Rockford Icehogs                   | AHL        | 56  | 18  | 31  | 49  | 174 | 12 | 6  | 5  | 11 | 6  |
| 2008–2009  | Chicago Blackhawks                 | NHL        | 78  | 22  | 31  | 53  | 55  | 17 | 4  | 8  | 12 | 22 |
| 2009–2010  | Chicago Blackhawks                 | NHL        | 79  | 20  | 24  | 44  | 35  | 22 | 6  | 8  | 14 | 14 |
| 2010–2011  | Toronto Maple Leafs                | NHL        | 53  | 14  | 21  | 35  | 29  | 12 | 1  | 5  | 6  | 0  |
|            | Philadelphia Flyers                | NHL        | 27  | 7   | 4   | 11  | 24  | 11 | 1  | 5  | 6  | 12 |
| 2011–2012  | Florida Panthers                   | NHL        | 71  | 23  | 31  | 54  | 49  | 7  | 3  | 2  | 5  | 8  |
| 2012–2013  | Florida Panthers                   | NHL        | 10  | 2   | 2   | 4   | 8   | —  | —  | —  | —  | —  |
| 2013–2014  | Florida Panthers                   | NHL        | 18  | 2   | 5   | 7   | 9   | —  | —  | —  | —  | —  |
|            | Chicago Blackhawks                 | NHL        | 63  | 10  | 19  | 29  | 27  | 15 | 1  | 2  | 3  | 4  |
| 2014–2015  | Chicago Blackhawks                 | NHL        | 61  | 14  | 20  | 34  | 35  | 12 | 1  | 1  | 2  | 6  |
| 2015–2016  | Carolina Hurricanes                | NHL        | 63  | 11  | 22  | 33  | 36  | —  | —  | —  | —  | —  |
|            | Los Angeles Kings                  | NHL        | 14  | 4   | 1   | 5   | 9   | 5  | 1  | 1  | 2  | 0  |
| 2016–2017  | Calgary Flames                     | NHL        | 69  | 15  | 22  | 37  | 46  | 4  | 1  | 3  | 4  | 4  |
| 2017–2018  | Calgary Flames                     | NHL        | 24  | 3   | 5   | 8   | 6   | —  | —  | —  | —  | —  |
| 2018–2019  | Avangard Omsk                      | KHL        | 11  | 3   | 2   | 5   | 0   | —  | —  | —  | —  | —  |
|            | Växjö Lakers                       | SHL        |     |     |     |     |     |    |    |    |    |    |
| NHL totalt | NHL totalt                         | NHL totalt | 643 | 149 | 209 | 358 | 374 | 93 | 18 | 30 | 48 | 70 |
| KHL totalt | KHL totalt                         | KHL totalt | 11  | 3   | 2   | 5   | 0   | —  | —  | —  | —  | —  |
| AHL totalt | AHL totalt                         | AHL totalt | 139 | 46  | 81  | 127 | 226 | 17 | 6  | 5  | 11 | 14 |
| SHL totalt | SHL totalt                         | SHL totalt | –   | –   | –   | –   | –   | –  | –  | –  | –  | –  |
| WHL totalt | WHL totalt                         | WHL totalt | 264 | 62  | 105 | 167 | 312 | 5  | 0  | 1  | 1  | 4  |